# Troițele căpitanului Ilie Birt din Brașov
Dintre troițele ridicate de căpitanul Ilie Birt în Șcheii Brașovului, astăzi se mai păstrează doar două: prima în Piața Prundului și a doua lângă casa sa, pe strada care-i poartă numele.
Căpitanul Ilie Birt, personalitate recunoscută în Șchei în secolul al XVIII-lea, negustor de vază, unul din ctitorii școlii de piatră din Șchei, a fost căpitan în armata husarilor unde s-a remarcat în luptele cu turcii și delegat permanent al românilor din Șchei la Viena, Budapesta, Cluj apărându-le drepturile istorice de negoț.

## Troița căpitanului Ilie Birt din Piața Prundului
Pe fațada nordică a crucii troiței din Piața Prundului este înscris în grafie chirilică: „Cu vrerea tatălui și cu desăvârșirea Duhului Sfant, ridicatu-s-au această sfântă cruce întru cinstirea hramului a Sfintei Troițe cei nedespărțite, în zilele Înălțatului Împăratu K(arol) VI.1738... de robul lui Dumnezeu Căpitan Ilie Birt…” 
Intervenții ulterioare de consolidare și restaurare au făcut aproape indescifrabile inscripțiile originale. Reparând troița în anul 1780 prin propria cheltuială, Ilie Birt a așeazat o nouă inscripție, de data aceasta în grafie latină, inscripția purtând în locul vulturului bicefal inițial, stema mare a României. 

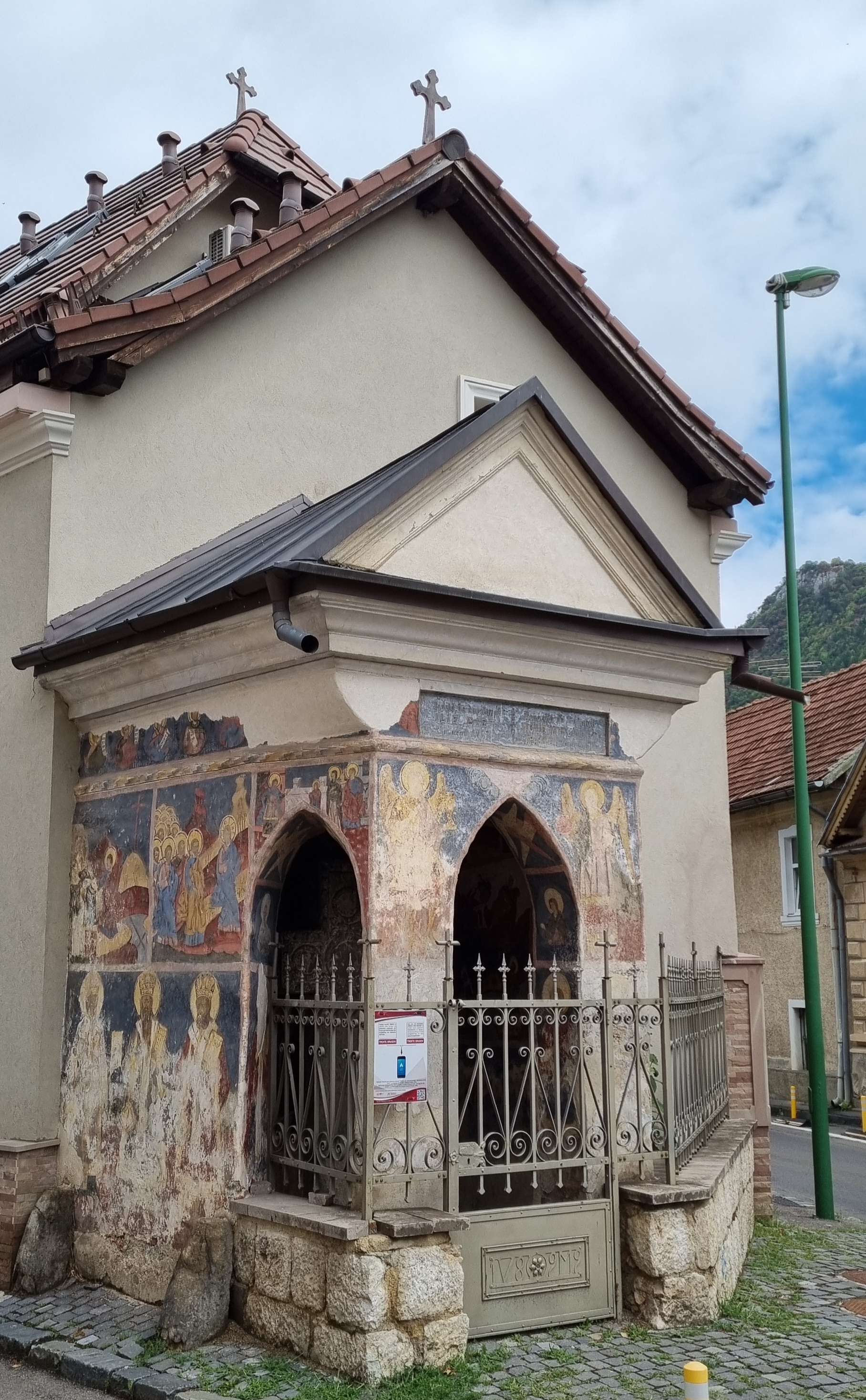
Troiţa căpitanului Ilie Birt de pe Tocile

Interiorul capelei care adăpostește troița este mult mai bine conservat, zugrăvit în întregime în maniera veacului al XVIII-lea, similar cu paraclisele bisericii Sf. Nicolae. După ce în anul 1886 troița a fost supusă unei noi restaurări, în 1920, pentru protecția ei, s-a realizat actualul grilaj de fier.
Troița este nominalizată ca monument istoric cu cod LMI BV-IV-m-A-11903.

## Troița căpitanului Ilie Birt de pe Tocile
Cea de a doua troiță a fost ridicată de căpitanul Ilie Birt cu 10 ani mai târziu, în 1748, în colțul casei sale, pe locul bifurcării străzilor Pe Tocile și actuala stradă Ilie Birt. 
Ridicarea ei a stârnit nemulțumirea autorităților, autorizația fiind eliberată după multe conflicte abia în anul 1761. 
Deși reparată în anii 1830 și 1900, acestei troițe nu i se mai pot citi astăzi inscripțiile, acestea fiind păstrate doar în cronicile vremii. „Cu vrerea Tatălui și cu ajutorul Fiului și cu săvarșirea Sfântului Duh, înălțatu-s-au această sfântă și dumnezeiască cruce în zilele Înălțatei Crăiesei noastre Mariei Terezia, fiind mitropolit Pavel Nenadovici ot (din) Karloviț și gubernator Haler Janos, de dumnealui Căpitan Ilie Birt... martie 5 văleat 1755. Popa Dimitrie”. Ridicarea unei troițe se făcea deci după protocolul ridicării unei biserici în tradiția din Șchei.
Troița este nominalizată ca monument istoric cu cod LMI BV-IV-m-A-11873.

## Galerie de imagini

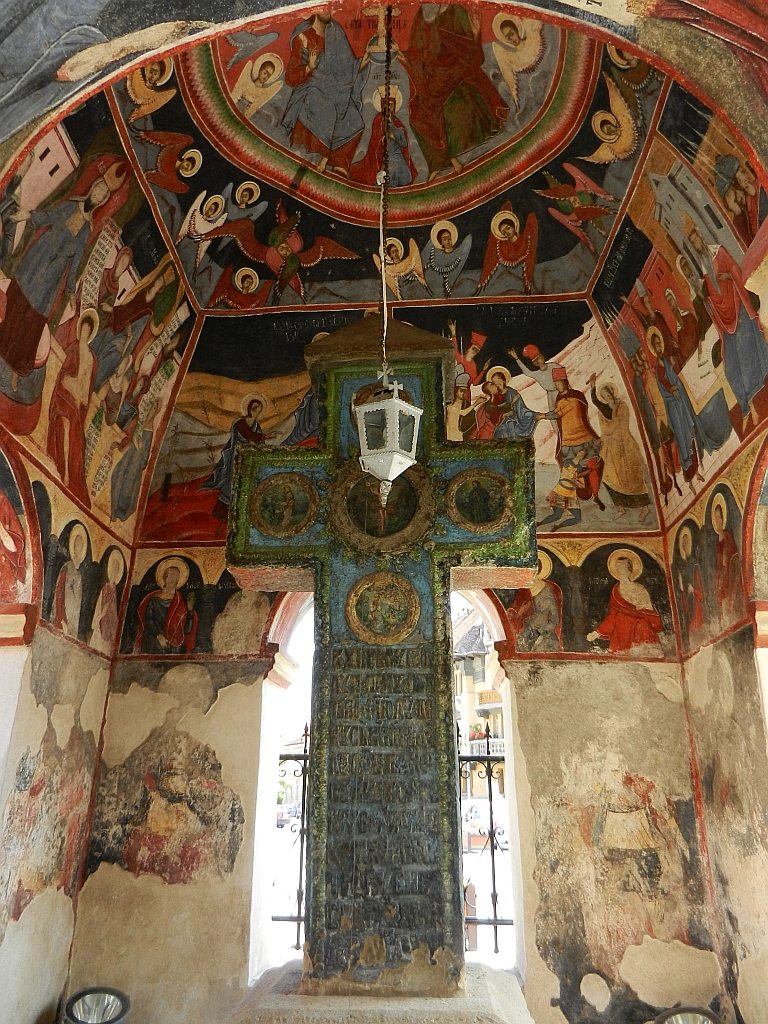
Troița căpitanului Ilie Birt din Piața Prundului
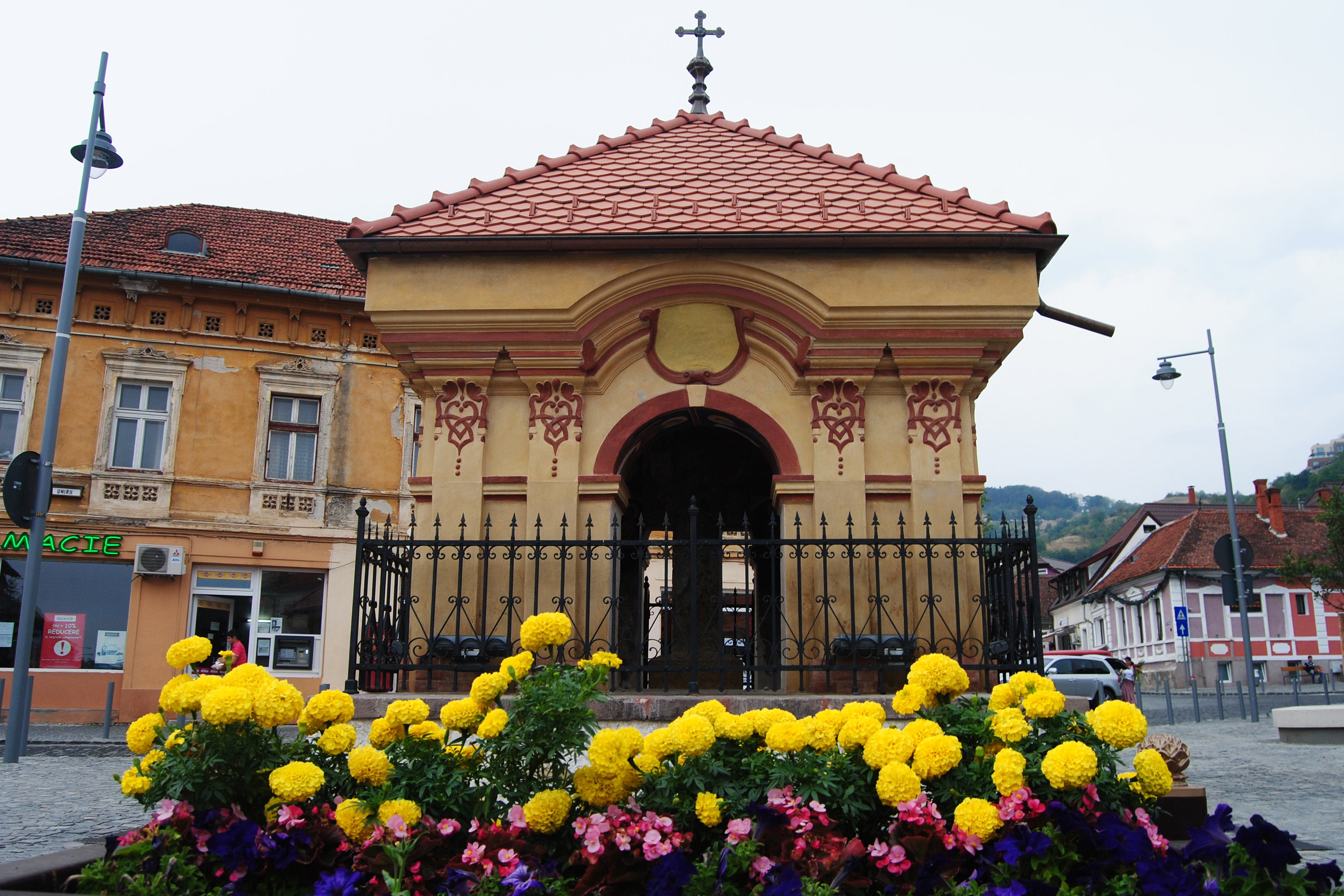
Troița căpitanului Ilie Birt din Piața Prundului
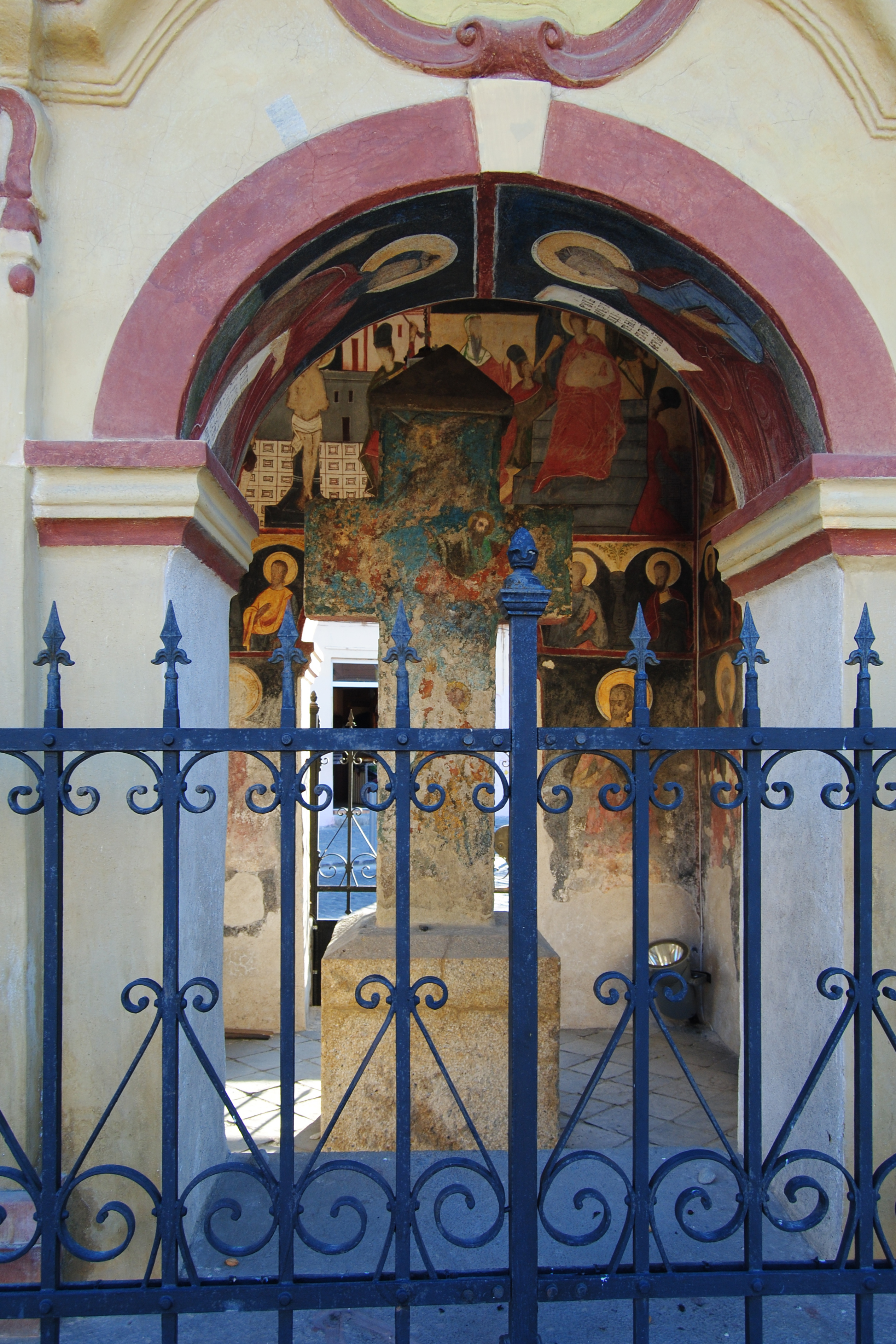
Troița căpitanului Ilie Birt din Piața Prundului
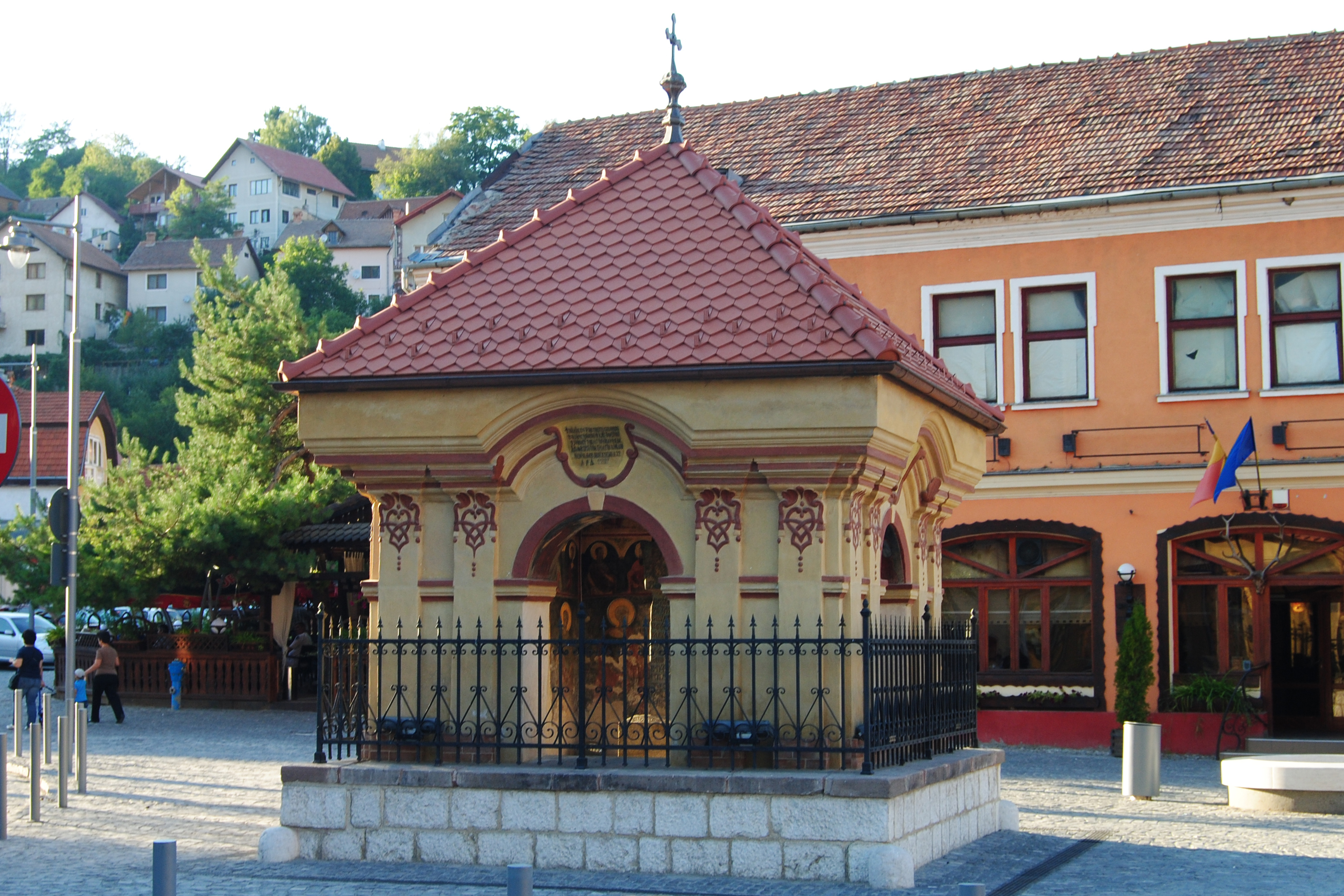
Troița căpitanului Ilie Birt din Piața Prundului
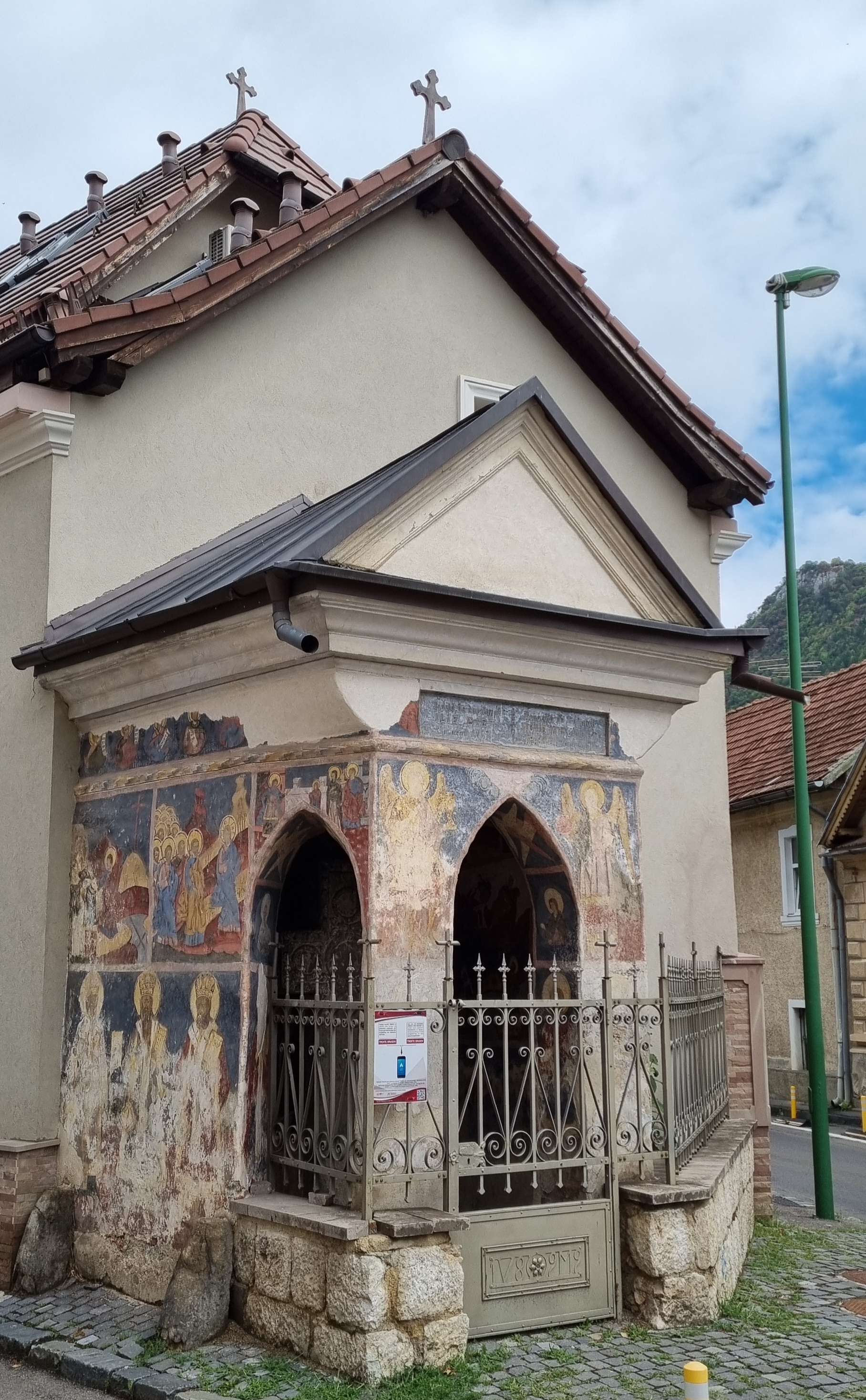
Troița căpitanului Ilie Birt de pe Tocile
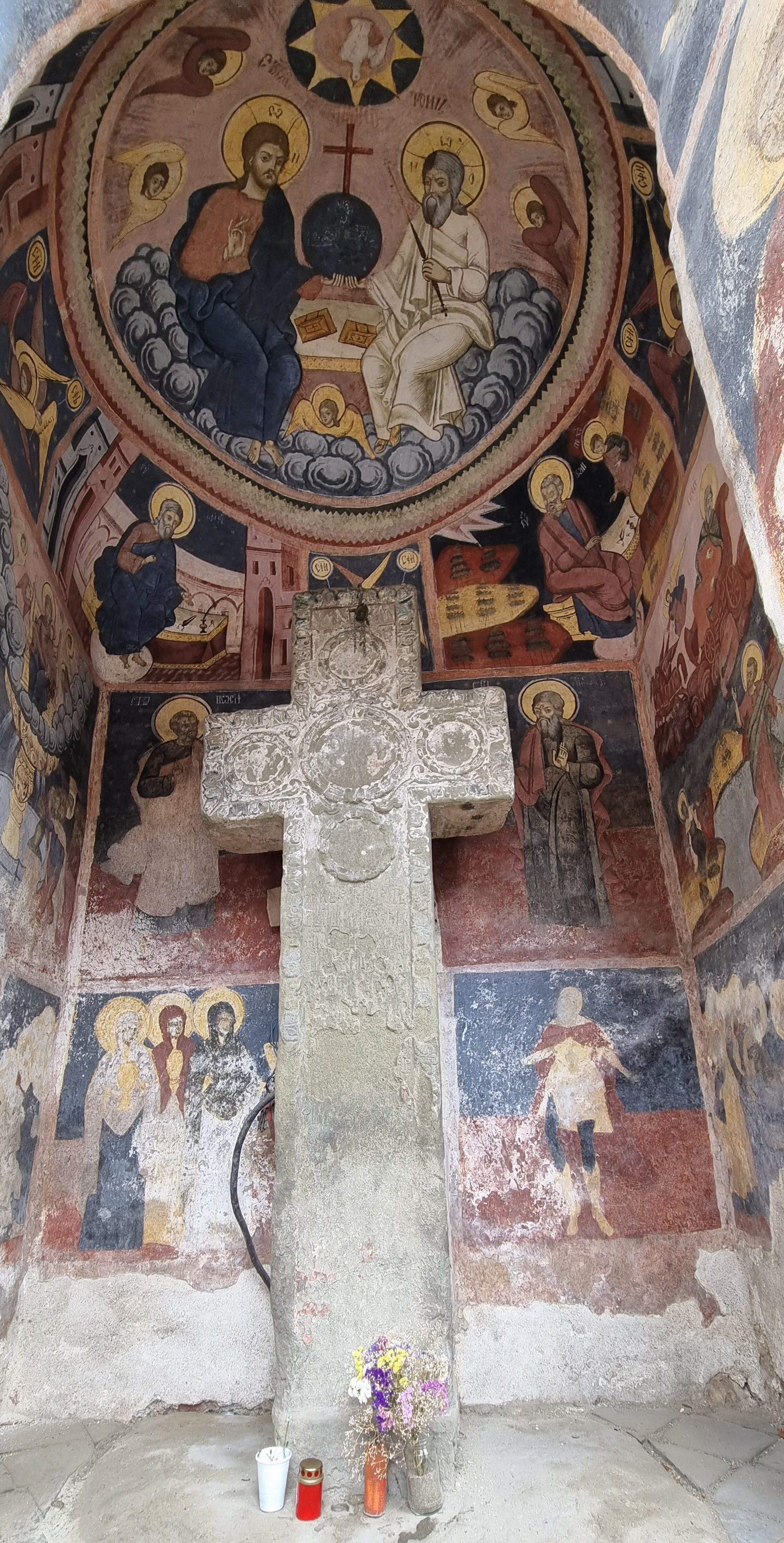
Troița căpitanului Ilie Birt de pe Tocile